# 김성수 (1966년)
김성수(金成洙, 1966년 9월 27일~)은 대한민국의 정치인이다. 제19대 해운대구청장(2022~, 민선 8기)이다. 경상북도 포항시 출생이다.

## 학력
- 장산초등학교 33회
- 동신중학교 5회
- 브니엘고등학교 21회 졸업
- 경찰대학 6기 학사 졸업
- 부산대학교 행정대학원 행정학 석사 졸업

## 경력
- 부산지방경찰청 경비과장
- 2011.07~2013.04 제2대 부산지방경찰청 기장경찰서 서장
- 부산지방경찰청 생활안전과장
- 연제경찰서장
- 부산지방경찰청 경무과장
- 2015.12~2016.12 제36대 부산지방경찰청 해운대경찰서 서장
- 부산지방경찰청 여성청소년과장
- 부산가정법원 소년보호협의회 위원
- 부산시 학교폭력대책 지역위원회 위원
- 2020.01~2020.12 제54대 부산서부경찰서장
- (사)센텀시티발전협의회 부회장
- 영산대학교 자문교수
- 2022.01~국민의힘 부산시당 부위원장
- 2022.07~ 제19대 부산광역시 해운대구청장

## 수상
- 2003 근정포장
- 2013 녹조근정훈장
- 2020 대통령표창

## 역대 선거 결과
| 실시년도 | 선거      | 대수 | 직책   | 선거구        | 정당     | 득표수   | 득표율          | 순위 | 당락 | 비고           |
| -------- | --------- | ---- | ------ | ------------- | -------- | -------- | --------------- | ---- | ---- | -------------- |
| 2022년   | 지방 선거 | 19대 | 구청장 | 부산 해운대구 | 국민의힘 | 99,545표 | \| \| 61.33% \| | 1위  |      | 초선, 민선 8기 |
|          | 61.33%    |      |        |               |          |          |                 |      |      |                |